# Dornier Do 217
Dornier Do 217 byl německý bombardér používaný Luftwaffe během druhé světové války jako výkonnější následník typu Do 17, známého pod názvem Fliegender Bleistift (německy „létající tužka“). Design Do 217 vznikl v letech 1937 a 1938 jako těžký bombardér, ale nebyl zamýšlen pro mise vyžadující delší dolet předpokládaných pro větší model Heinkel He 177. V průběhu roku 1939 byla konstrukce zdokonalována a výroba byla zahájena koncem roku 1940. Do služby vstoupil počátkem roku 1941 a začátkem roku 1942 byl k dispozici ve významných počtech.
Dornier Do 217 měl mnohem větší nosnost a mnohem větší dolet než Do 17. V pozdějších variantách se experimentovalo se schopností střemhlavého bombardování a námořních úderů pomocí klouzavých pum, přičemž bylo dosaženo značného úspěchu. První varianty Do 217 byly výkonnější než tehdejší typy Heinkel He 111 a Junkers Ju 88; měl větší rychlost, dolet a pumový náklad. Díky tomu byl nazýván spíše jako těžký než střední bombardér. Do 217 byl nasazován na všech frontách ve všech rolích. Na východní a západní frontě sloužil jako strategický bombardér, torpédový bombardér a průzkumný letoun. Prováděl také taktické operace - buď přímé pozemní útoky nebo protilodní údery během bitvy o Atlantik a bitvy o Normandii. Do 217 byl také nasazován jako noční stíhač a až do konce války zaznamenal značnou aktivitu v kampani obrany Říše.
Také sloužil v protilodních jednotkách ve Středomoří, útočil na spojenecké konvoje a námořní jednotky během bitvy o Středozemní moře. V roce 1943 byl Do 217 prvním letounem, který použil přesně naváděnou munici v boji, když ve Středozemním moři pomocí rádiově naváděné pumy Fritz X potopil italskou bitevní loď Roma. Po skončení války alespoň jeden Dornier Do 217 pokračoval ve službě u švýcarského letectva až do roku 1946. 

## Vývoj
První prototyp Dornier Do 217 V1 odstartoval z továrního letiště v srpnu 1938. V motorových gondolách byly instalovány pohonné jednotky Daimler-Benz DB 601 A o vzletovém výkonu 790 kW. Již na podzim tohoto roku však letoun s jedním pracujícím motorem ztratil stabilitu, přešel do střemhlavého letu a u městečka Tettnang havaroval. V jeho troskách zahynul palubní mechanik a tovární pilot Koeppe.
Druhý prototyp Do 217 V2 obdržel dva řadové motory Junkers Jumo 211 A o vzletovém výkonu 706 kW. Následující prototypy Do 217 V3 a Do 217 V4 (D-AMSD) byly rovněž poháněny motory Jumo. Čtvrtý prototyp V4 byl první letoun tohoto typu, který byl vybaven obrannou výzbrojí. Ta se skládala ze tří kulometů MG 15 umístěných v přídi, na hřbetě trupu a pod trupem.
Dalším prototypem byl Do 217 V1E, který byl postaven jako náhrada za zničený první prototyp. Pro zlepšení stability i při letu na jeden motor byly u náběžných hran svislých ocasních ploch namontovány speciální sloty, usměrňující proudění vzduchu. Další prototypy Do 217 V5 a Do 217 V6 byly shodné s V1E a zkoušky všech tří strojů probíhaly celé léto 1939.
Příliš slabé motory, použité u dosavadních prototypů, které znemožňovaly dosažení předpokládaných výkonů, vedly ke konstrukci Do 217 V7 (D-ACBF) a Do 217 V8 (D-AHJE). Poháněly je dvouhvězdicové čtrnáctiválcové vzduchem chlazené motory BMW 139, které mohly krátkodobě dosáhnout výkonu až 1 140 kW. Tyto prototypy již neměly v ocasní části trupu aerodynamickou brzdu jako předešlé stroje.
Mezitím společnost Dornier vyrobila osm předsériových letounů  Do 217 A-0, které byly určeny k provádění dálkových průzkumných letů. Pohon tvořily motory Daimler-Benz DB 601 A. Od prototypů se lišily přidanou částí pod kabinou, ve které byly umístěny dvě kamery. Výzbroj představovaly tři pohyblivé kulomety MG 15 ráže 7,9 mm.
Zároveň byl dokončen i prototyp bombardovací varianty Do 217 C V1 (CH+HL) se dvěma motory Junkers Jumo 211 A. Vyrobeny však byly pouhé čtyři předsériové Do 217 C-0, které se od A-0 lišily chybějícím podbradkem pod přídí. Místo něj měly příď Waffenkopf. Tyto stroje obdržely pohonné jednotky Daimler-Benz DB 601 A. Výzbroj byla zesílena na pět pohyblivých kulometů MG 15 ráže 7,9 mm a jeden kanón MG 151 ráže 15 mm, který ovládal pilot.
V prvních týdnech roku 1940 započal zkušební program důkladně přestavěného prototypu verze E, označeného Do 217 V9. Letoun poháněly dva hvězdicové motory BMW 801 MA o vzletovém výkonu 1 162 kW. Prodloužit pumovnici se podařilo díky zvětšenému průřezu trupu ve svislé rovině, výzbroj odpovídala verzi C.
Na podzim 1940 byly dokončeny první stroje předsériové verze Do 217 E-0 a na konci roku je na výrobních linkách vystřídaly sériové Do 217 E-1. Obrannou výzbroj tvořil pilotem ovládaný pevný kanón MG 151 ráže 15 mm umístěný v pravé dolní části trupu a pětice pohyblivých kulometů MG 15 ráže 7,9 mm. Pumovnice pojala až 2000 kg pum. Deset strojů verze Do 217 E-0 a E-1 bylo přestavěno na průzkumné stroje. Pro tuto činnost byly v pumovnicích zabudovány fotografické přístroje.
Požadavek na zesílení obranné výzbroje a zavedení pancéřování vedla ke vzniku typu Do 217 E-3. Kanón MG 151 byl nahrazen 20mm kanónem MG FF a navíc se do zadní části pilotní kabiny montovaly dva pohyblivé kulomety ráže 7,9 mm. Posádku chránily pancéřové pláty o síle 5 a 8 mm, také pilotní sedačka dostala pancéřování. Celková produkce E-3 dosáhla zhruba 100 kusů.

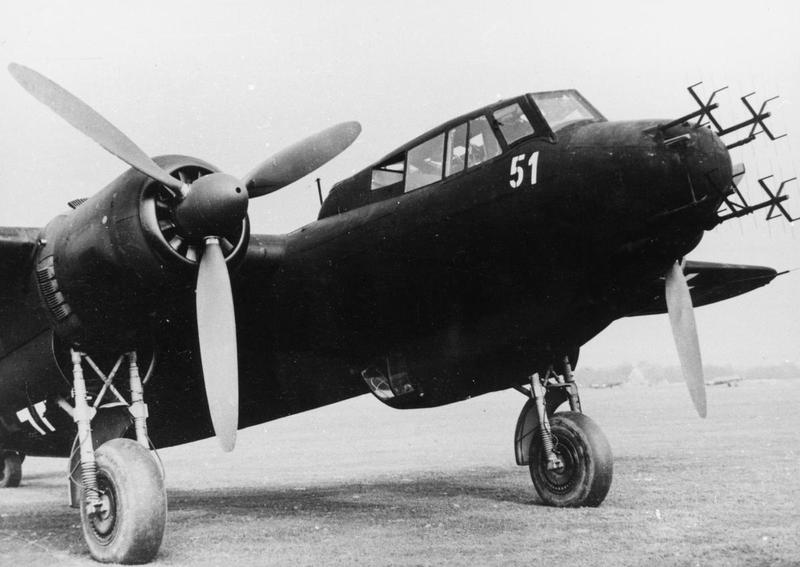
Dornier Do 217 J-1

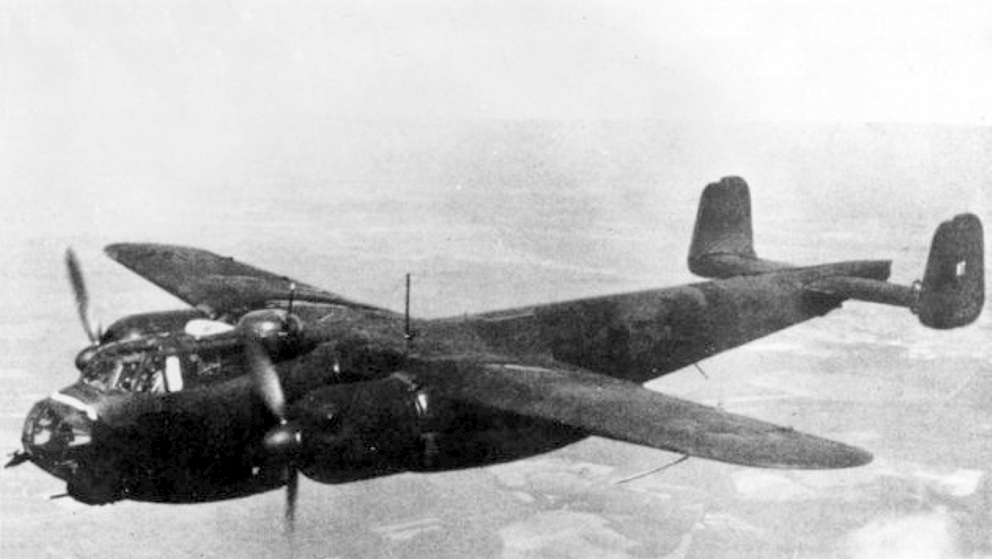
Dornier Do 217 E

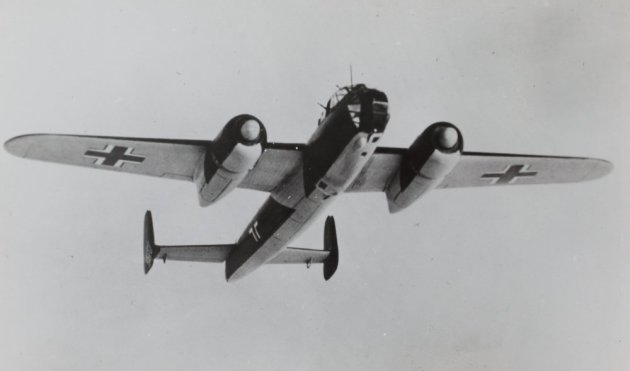
Dornier Do 217 E

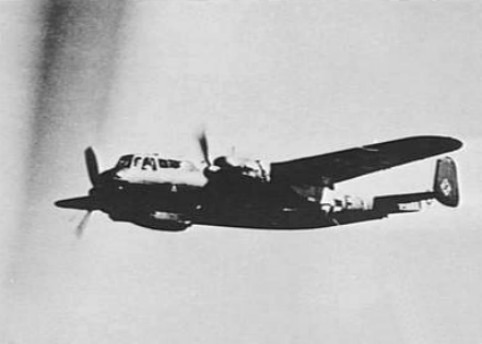
Dornier Do 217 E

Začátkem října roku 1940 poprvé vzlétl prototyp verze E-2, označený Do 217 V11, která měla být určena ke střemhlavým bombardovacím útokům. Od E-1 a E-3 se odlišoval zesílenou konstrukcí zadní části trupu, ocasní aerodynamickou brzdou a posílenou obrannou výzbrojí. Kromě pevného kanónu MG 151 ráže 15 mm v přídi trupu zahrnovala rovněž střeleckou věž s kulometem MG 131 ráže 13 mm na hřbetě trupu, kulomet MG 131, střílející vzad, umístěný v dolní části podtrupové gondoly a tři kulomety MG 15 ráže 7,9 mm. Pohon obstarávala dvojice motorů BMW 801 ML. Sériová výroba Do 217 E-2 byla zahájena počátkem jara 1941.
36. vyrobený Do 217 E-2 byl vybaven dvěma pomocnými brzdícími štíty pro zlepšení vlastností ve střemhlavém letu, které byly umístěny pod křídly mezi trupem a motorovými gondolami. Během jednoho zkušebního letu na továrním letišti ve Friedrichshafenu, se pilotovi v důsledku zablokování výškového kormidla nepodařilo letadlo vybrat ze střemhlavého letu a stroj narazil do země. Po tomto incidentu bylo rozhodnuto nepokračovat ve vývoji Do 217 v roli střemhlavého bombardéru.
Na konci roku 1941 nahradila na montážních linkách verze Do 217 E-4 dříve vyráběnou E-2. K pohonu byly vybrány motory BMW 801 C a na náběžných hranách měla instalováno zařízení Kuto-Nase k řezání lan balónových baráží. Kanón MG 151 ráže 15 mm byl nahrazen kanónem MG FF ráže 20 mm.
Poslední vyrobené letouny verze E-4 byly ještě v továrně Dornier přestavěny na typ Do 217 E-5 které byly určeny k nesení řízených pum Henschel Hs 293. Stroje byly vybaveny dvěma závěsníky ETC 2000/XII pod vnější částí křídel a přídavným rádiovým vybavením pro navádění řízených pum. Jednalo se o vysílač FuG 203b Kehl III a přijímač FuG 230b Strassburg. Celkem bylo vyrobeno 65 kusů verze E-5.
Dornier Do 217 H V1 byla experimentální verze určená k operacím ve velkých výškách. Letoun měl drak verze E-1 s motory Daimler-Benz vybavenými turbokompresory.
Příliš malý počet nočních stíhacích letounů ve výzbroji Luftwaffe vedl také ke vzniku stíhacích verzí Do 217. Koncem roku 1941 byl jeden Do 217 E-2 přebudován na noční stíhací stroj Do 217 J-1. Od standardních bombardovacích E-2 se lišil novou přední částí trupu, ve které byla instalována hlavňová výzbroj složená ze čtyř kanónů MG FF ráže 20 mm a čtyř kulometů MG 17 ráže 7,9 mm. Střeleckou výzbroj doplňoval kulomet MG 131 ráže 13 mm v elektricky ovládané střelecké věži na hřbetě trupu a jeden MG 131 v zadní části podtrupové gondoly. Do přední části pumovnice byla uložena přídavná palivová nádrž.
Letouny J-1 ve výrobě nahradila nová verze Do 217 J-2 vybavená palubním radiolokátorem Fug 202 Lichtenstein BC.
Již 31. července 1942 byla zalétaná další noční stíhací verze Do 217 N-1. Letoun měl drak shodný s typem J-1, od kterého se odlišoval pouze motory a ponechanou zadní pumovnicí, kterou J-2 postrádala. Pro tuto variantu byly za pohon zvoleny dva řadové motory Daimler-Benz DB 603 A o maximálním výkonu 1360 kW ve výšce 2100 m. Radarové vybavení zahrnovalo radiolokátor společnosti Telefunken FuG 202 nebo FuG 212 Lichtenstein. Do 217 N-1 byl vybaven také identifikačním zařízením FuG 25, radiovýškoměrem FuG 101 a radiostanicí FuG 10, která byla od dubna 1943 obvykle nahrazována FuG 16. Namísto kanónů MG FF byly vyzbrojeny účinnějšími MG 151 ráže 20 mm. V polních dílnách se demontovala střelecká věž, která byla nahrazena dřevěným krytem. Tato přestavba se označovala jako Umrüst-Bausatz U1. Při jiné modifikaci byly do trupu instalovány kanóny střílející šikmo vzhůru (tzv. Schräge Musik). Generalmajor Josef Kammhuber nařídil namontovat do tří strojů Do 217 N dva kanóny MG 151 ráže 20 mm, které byly uloženy ve střední části trupu a mířily pod úhlem 70° dopředu nahoru.
Na jaře 1943 započala produkce Do 217 N-2, která nesla všechny úpravy z Do 217 N-1/U1 a palubní radar FuG 220 Lichtenstein SN-2. Vzhledem k tomu, že minimální dosah tohoto radaru činil 400 m, používaly se i radary staršího typu FuG 202 nebo FuG 212 s minimálním dosahem 200 m. Část strojů byla vybavena soupravou R22, tvořenou čtveřicí kanónů MG 151 ráže 20 mm v konfiguraci Schräge Musik.
Celkem bylo vyrobeno 364 kusů všech nočních stíhacích verzí letounu Do 217, z toho 157 bylo dodáno v průběhu roku 1942, zbytek v roce 1943.
První prototyp bombardéru Do 217 K V1 měl jednoduchou svislou ocasní plochu, následující prototypy Do 217 K V2 a Do 217 K V3 představovaly sériovou variantu Do 217 K-1.
31. května 1942 se objevila sériová verze Do 217 K-1 určená pro noční bombardování. Stroje dostaly hvězdicové motory BMW 801D o výkonu až 1 250 kW, odlišnou a zcela prosklenou kabinu.
Jako protilodní sloužila verze Do 217 K-2 z prosince 1942, která nesla dvě řízené kluzákové pumy s raketovým pohonem FX 1400 Fritz X. Přídavné rádiové vybavení, které sloužilo k navádění pum Fritz X, tvořil vysílač FuG 203a Kehl I a přijímač FuG 230a Strassburg. Rozpětí křídel bylo zvětšeno z 19,00 m na 24,80 m a do přední pumovnice byla instalována přídavná palivová nádrž. Do zadní části trupu se montoval kulomet MG 81 Z ráže 7,9 mm zaměřovaný pilotem pomocí periskopu, který mohl být doplněn dalšími čtyřmi kulomety, uloženými v motorových gondolách a zaměřenými stejným směrem..
Následující varianta Do 217 K-3 se od K-2 lišila rádiovým vybavením, které se skládalo z vysílače FuG 203c nebo FuG 203d Kehl IV. Letouny mohly nést řízené pumy Fritz X nebo Hs 293 A.
Na jaře 1943 byly postaveny dva prototypy nové verze Dornier Do 217 L, která se od "káčka" lišila nově řešeným tvarem kabiny a obrannou výzbrojí.
Verze Do 217 M-1 měla také prosklenou kabinu a dvanáctiválcové řadové motory DB 603A.
První prototyp Do 217 P V1 (Werk-Nr.1229, BK+IR), který vznikl přestavbou Do 217 E-2, byl zalétán 6. června 1942. Byl to bombardovací a průzkumný letoun, který měl operovat ve velkých výškách. Stroj poháněly dva motory Daimler-Benz DB 603 B se čtyřlistými vrtulemi, třetí motor v trupu v místě pumovnice Daimler-Benz DB 605 T o výkonu 1030 kW poháněl odstředivý kompresor. Velké chladiče DB 605 T byly umístěny pod centroplánem a vstupy vzduchu pro motor a kompresor se nacházely těsně za odtokovou hranou křídla. Čtyřčlenná posádka byla soustředěna v prostorné přetlakové kabině, jejíž tvar byl podobný jako u verze K-2. Stroj byl rovněž vybaven aerodynamickou brzdou v zadní části trupu.
V létě a na podzim roku 1942 započaly zkoušky prototypů Do 217 P V2 a Do 217 P V3, které měly křídlo o rozpětí 24,50 m shodné s verzí Do 217 K-2.
Počátkem roku 1943 byly objednány tři sériové stroje Do 217 P-0. První z nich byl dokončen v létě a zbývající dva na podzim téhož roku. Všechny tři exempláře byly koncem roku 1943 testovány v Erprobungsstelle Rechlin. Verze P-0 byla určena především pro fotoprůzkumné operace ve velkých výškách. Vyzbrojeny byly třemi dvojkulomety MG 81 Z ráže 7,9 mm, umístěnými v přídi, v horní části kabiny a pod kabinou. Průzkumné vybavení zahrnovalo kameru Rb 20/30 uloženou hned za přetlakovou kabinou a dvě automatické kamery Rb 70/30 montované v zadní části centrální sekce trupu.
Označení Dornier Do 217 R neslo pět ze šesti prototypů Dornier Do 317 A, které byly v létě 1944 zařazeny k III./KG 100.
Celková produkce Do 217 všech verzí dosáhla celkového počtu 1905 kusů.

## Nasazení

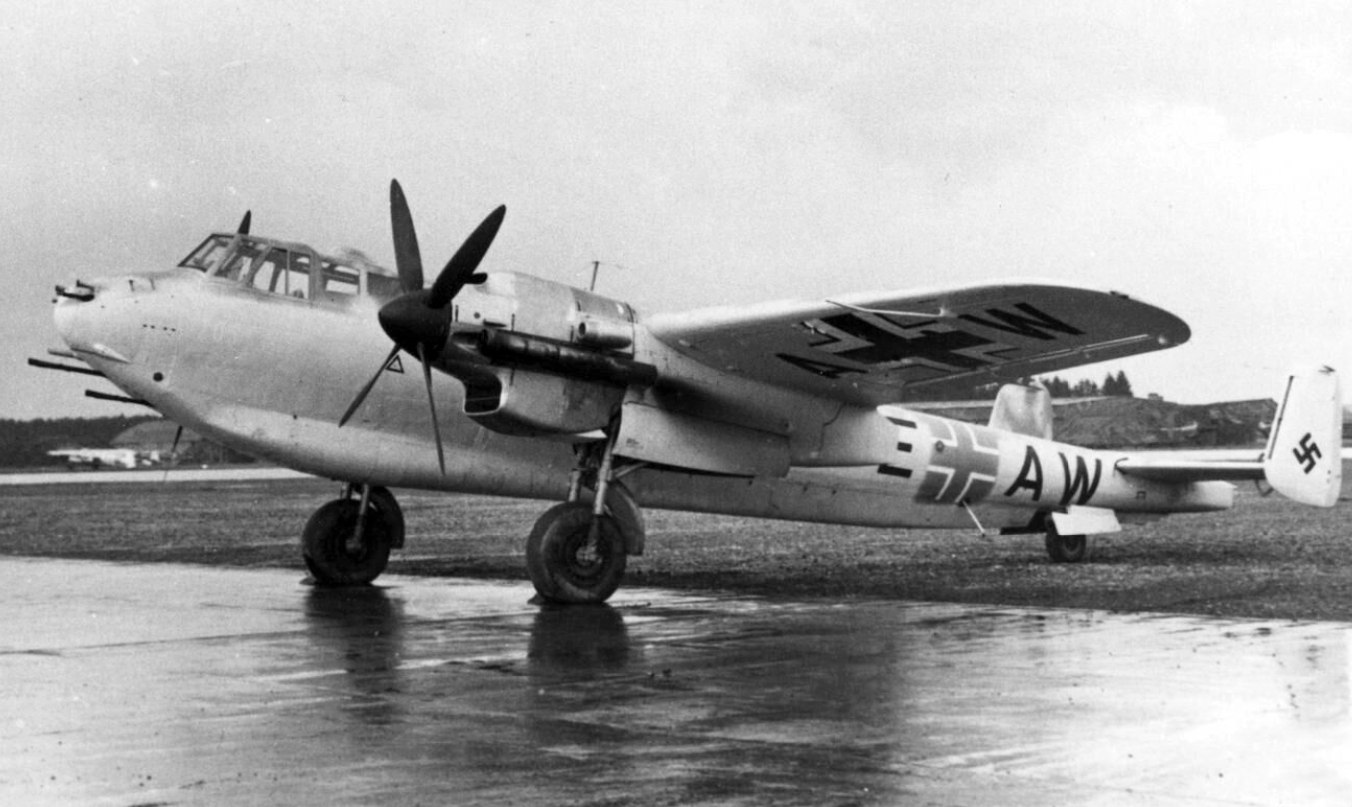
Noční síhač bez radaru Dornier Do 217 N-2

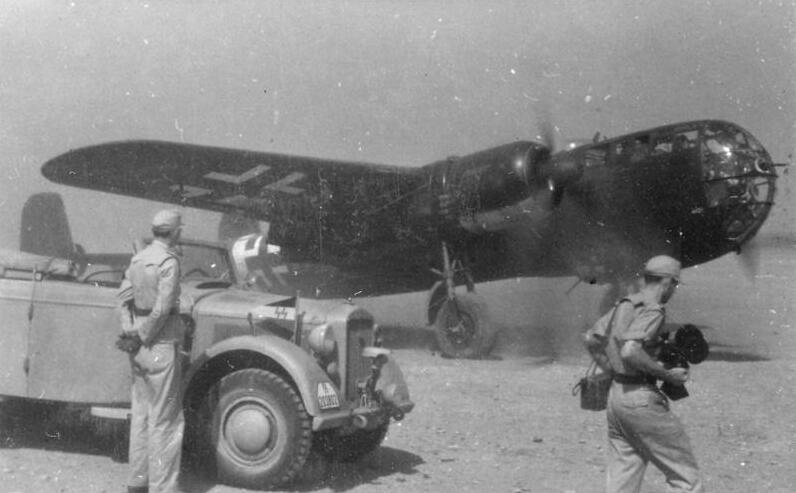
Do 217 K

Osm Dornierů Do 217 A-0 bylo zařazeno k jednotce Aufkl.Gr./Ob.d.L., které velel Theodor Rowehl.
Čtyři vyrobené letouny předsériové verze C-0 zůstaly u firmy Dornier, kde sloužily ke zkouškám nových bombardovacích zaměřovačů.
Průzkumná verze přestavěná z Do 217 E-0 a E-1 byla předána letce dálkového průzkumu 2.(F)/11, která byla v lednu 1941 přesunuta do Rumunska. Odtud prováděla průzkumné lety nad územím SSSR.
První bombardovací jednotkou přezbrojenou na Do 217 E-1 se stala II./KG 40, která od března 1941 s těmito stroji operovala v rámci Fliegerführeru Atlantik. Jako další tento typ používala II./KG 2, do konce roku 1941 byla na Do 217 E přezbrojena také III./KG 2 nasazená v Sovětském svazu. Luftwaffe převzala asi 300 Do 217 všech verzí.
K bojovým jednotkám dorazila verze Do 217 E-2 počátkem roku 1942. První stroje Do 217 E-2 dostal Stab/St.G 2, který je měl otestovat v bojových podmínkách. Tyto letouny se používaly především k ničení námořních cílů, ale také k nočním náletům na britské ostrovy.
Letouny verze E-5 zpočátku používalo Lehr und Erprobungskommando 36 se základnou v Garzu na ostrově Usedom a později II.KG 100, která začala od 25. srpna 1943 operovat proti spojeneckým lodím v Biskajském zálivu.
Jako odvetu za nálet 234 bombardérů RAF na historické hanzovní město Lübeck přikázal Adolf Hitler provést sérii nočních náletů na britská města. První nálet na Exeter provedlo v noci 23. dubna 1942 45 strojů Do 217 E z KG 2. V noci z 25. na 26. dubna bylo napadeno město Bath. Další nálety uskutečněné následující týden měly za cíl Norwich, York a opět Norwich. Nejúspěšnější nálet proběhl 3. května, kdy bylo na Exeter svrženo 131 tun pum, které způsobily rozsáhlé škody v centru města. Dne 4. května byly svrženy bomby na Cowes a poté opět Norwich, Kingston upon Hull, Poole a Grimsby. Posledním cílem květnových náletů se stalo Canterbury. Při 14 náletech bylo ztraceno 40 bombardovacích letounů, z nichž většinu tvořily Do 217 E. Poměrně rozsáhlé ztráty utrpěla IV.(erg)/KG 2. Vzdušná ofenziva však pokračovala a bombardována byla další britská města, např. Birmingham, Southampton a Middlesbrough. Poslední čtyři nálety 27., 29., 30. a 31. července skončily ztrátou 27 bombardérů. Od dubna do září 1942 ztratila KG 2 65 z 88 posádek, které měla na začátku útoků.
První letouny Do 217 J-1 byly začátkem března 1942 zařazeny k operační jednotce II./NJG 1 sídlící v Gilze-Rijen. Vzhledem k nedostatku radarů operovaly stroje pouze v systému Helle Nachtjagd, který spočíval ve vizuálním vyhledávání nepřátelských letounů osvětlených světlomety ze země. Většina letounů varianty J-1 byla již v létě 1942 vyřazena od bojových útvarů a přešla k leteckým školám. První noční stíhací stroje Do 217 N-1 byly k bojovým útvarům zařazeny v zimě 1942-43.
Noční stíhací verze Do 217 sloužily u jednotek Luftwaffe II./NJG 1, II./NJG 2, I., II., III. a IV./NJG 4, II., III. a IV./NJG 5, I./NJG 6 a I./NJG 100. Poslední jednotka jako jediná operovala na východní frontě, a to od srpna do listopadu 1943. V srpnu 1943 byla podřízena Luftflotte 6 a skládala se ze 16 Do 217 a stejného počtu Junkers Ju 88. V polovině října byla I./NJG 100 přemístěna na jižní úsek východní fronty a operačně podléhala velení Luftflotte 4 a 6. V listopadu byla jednotka kompletně přezbrojena na Ju 88.
Když italské vojenské letectvo Regia Aeronautica v roce 1943 formovalo své přepadové letecké síly Forza Aerea Intercettori pro obranu Turína, Milána a dalších průmyslových měst, požádalo Němce o noční stíhačky. Italové dostali na jaře 1943 noční stíhací Do 217 J-2, kterými vybavili 59° a 60° Gruppo. Hlášení o nočních přepadech nad Itálií se však prakticky neobjevovala, zřejmě kvůli špatnému naváděcímu systému. Před italskou kapitulací v září 1943 bylo italskému vojenskému letectvu dodáno dalších osm Do 217 J-2.
Varianta Dornier Do 217 K-1 byla koncem léta 1942 zařazena do služby u jednotky KG 2.
Letouny verze Do 217 K-2 začaly sloužit u III./KG 100, která byla umístěna na letišti Marseille-Istres na jižním pobřeží Francie. Jejich první bojová operace spojená s použitím pumy Fritz X se uskutečnila 29. srpna 1943 nad Středozemním mořem.
Dne 9. září 1943 odstartovalo z Marseille šest Do 217 K-2 z III./KG 100 a nabralo směr ke zjištěnému svazu italského válečného námořnictva, který po kapitulaci plul do přístavů obsazených spojenci. Lodě byly dostiženy při proplouvání průlivem mezi ostrovy Korsika a Sardinie. Po zásahu dvěma pumami Fritz X z útočících Dornierů byla potopena bitevní loď Roma s 1 225 námořníky. Těžce poškozena byla také bitevní loď Italia, kterou rovněž zasáhla jedna puma Fritz X.
Další operací III./KG 100 se o týden později staly nálety na seskupení spojeneckých lodí u Salerna. Těžká poškození utrpěla britská bitevní loď Warspite, britský křižník Uganda a americký Savannah.
Dne 22. ledna 1944 byl u Anzia napaden a potopen britský křižník HMS Spartan a 29. ledna 1944 britský torpédoborec HMS Janus.

## Specifikace (Do 217 J-2)

### Technické údaje
- Osádka: 4
- Rozpětí: 19 m
- Délka: 17,680 m (18,1 s anténami)
- Výška: 5 m
- Nosná plocha: 56,60 m²
- Hmotnost prázdného stroje: 9400 kg
- Maximální vzletová hmotnost: 13 200 kg
- Pohonné jednotky: 2× 14 válcový dvouhvězdicový motor BMW 801ML, každý o výkonu 1 161 kW vzduchem chlazené

### Výkony
- Maximální rychlost: 486 km/h
- Dostup: 7300 m
- Bojový dolet: 2050 km

### Výzbroj
- 4× kanón MG FF ráže 20 mm
- 4× kulomet MG 17 ráže 7,92 mm
- 2× kulomet MG 131 ráže 13 mm
- puma SC 1 800, 2x puma SC 250, 8x puma SC 50X, puma Hs 293, torpédo L5,